# Сант'Ана Тети Кваранта (Кунео)
Сант'Ана Тети Кваранта је насеље у Италији у округу Кунео, региону Пијемонт.
Према процени из 2011. у насељу је живело 1 становника. Насеље се налази на надморској висини од 950 м.